# Тузи-Чурино
Тузи́-Чу́рино (чув. Туçи Чураккасси) — деревня в Красноармейском районе Чувашской Республики.

## География
Находится в северной части Чувашии, на расстоянии приблизительно 8 км на юг-юго-восток по прямой от районного центра села Красноармейское.

## История
Известна с 1795 года как выселок деревни Чурина (ныне не существует) с 50 дворами. В 1897 году было учтено 473 жителя, в 1926 — 97 дворов, 515 жителей, в 1939—572 жителя, в 1979—508 жителей. В 2002 году было 129 дворов, в 2010 — 92 домохозяйства. В 1931 году был образован колхоз «7 лет без Ленина», в 2010 году действовал СХПК «Гигант». До 2021 года входила в состав Алманчинского сельского поселения до его упразднения.

## Население
Постоянное население составляло 309 человек (чуваши 99 %) в 2002 году, 245 в 2010.